# Stasera mi butto
 Stasera mi butto è un film del 1967 diretto da Ettore Maria Fizzarotti.

## Trama
Una comitiva di giovanissimi si ritrova a trascorrere le vacanze in una località balneare. Una delle ragazze, Marisa, è stata rimandata nelle materie letterarie. Questa circostanza le permette di conoscere, su imposizione del padre, gestore di un complesso turistico, un giovane e timido professore, Carlo, che le impartisce lezioni di italiano. Carlo mostra subito un debole per Marisa, che al momento, però, non ricambia, anche perché condizionata dalle opinioni dei suoi coetanei, che considerano il professore un "matusa precoce".
Ma a poco a poco, Marisa inizia ad apprezzare la maggiore profondità di Carlo rispetto alla superficialità dei suoi amici, in particolare del gradasso Fabrizio, suo spasimante, finendo per innamorarsene. L'arrivo nel complesso turistico prima di Rocky Roberts, poi, soprattutto, di Lola Falana, che simpatizza con Carlo, infrange le illusioni di Marisa, che decide di interrompere le ripetizioni del professore. Saranno però proprio le amiche di Marisa a favorirne la riconciliazione con Carlo, che le dimostra il suo amore trovando il coraggio di malmenare Fabrizio.

## Produzione
Parte del cast del film è condiviso con quello di I ragazzi di Bandiera Gialla, girato pressoché contemporaneamente e anch'esso avente per protagonista Marisa Sannia, la cui canzone di lancio Sarai fiero di me viene riproposta anche in quest'occasione. Analogamente, anche Renata Pacini ripropone il brano D'amore non si muore. Nino Taranto non riuscì a doppiarsi da sé, come quasi sempre faceva nei film ai quali partecipava, così fu doppiato da Carlo Croccolo, che qui doppia anche Rocky Roberts e Stelvio Rosi. Curioso l'episodio di Viarisio, che interpreta il padre di Giuseppe Porelli pur essendo i due nati nello stesso anno.
Con questo film, nell'insolita veste di attore, Mario Mattoli concluse la sua carriera cinematografica.

### Riprese
Le riprese del film sono iniziate il 21 agosto 1967 e sono state effettuate nei pressi di Castel Volturno e più precisamente nella località Pinetamare, nel Grand Hotel Pinetamare e nel residence Il Gabbiano.

## Distribuzione
Il film è stato distribuito nelle sale cinematografiche italiane a partire dal 31 ottobre del 1967.

## Accoglienza

### Incassi
Si è classificato al 28º posto tra i primi 100 film di maggior incasso della stagione cinematografica italiana 1967-1968.